# Załuże (rejon jaworowski)
Załuże (ukr. Залужжя) – wieś na Ukrainie, w rejonie jaworowskim obwodu lwowskiego. Wieś liczy około 1370 mieszkańców.
W II Rzeczypospolitej do 1934 samodzielna gmina jednostkowa. Następnie należała do zbiorowej wiejskiej gminy Szkło w powiecie jaworowskim w woj. lwowskim. Po wojnie wieś weszła w struktury administracyjne Związku Radzieckiego.
We wsi znajduje się cerkiew pw. św. Paraskewy z 1681 roku, dwukrotnie przebudowywana, z XVII-wiecznymi ikonostasem i dzwonnicą.